# ضاحية يارين

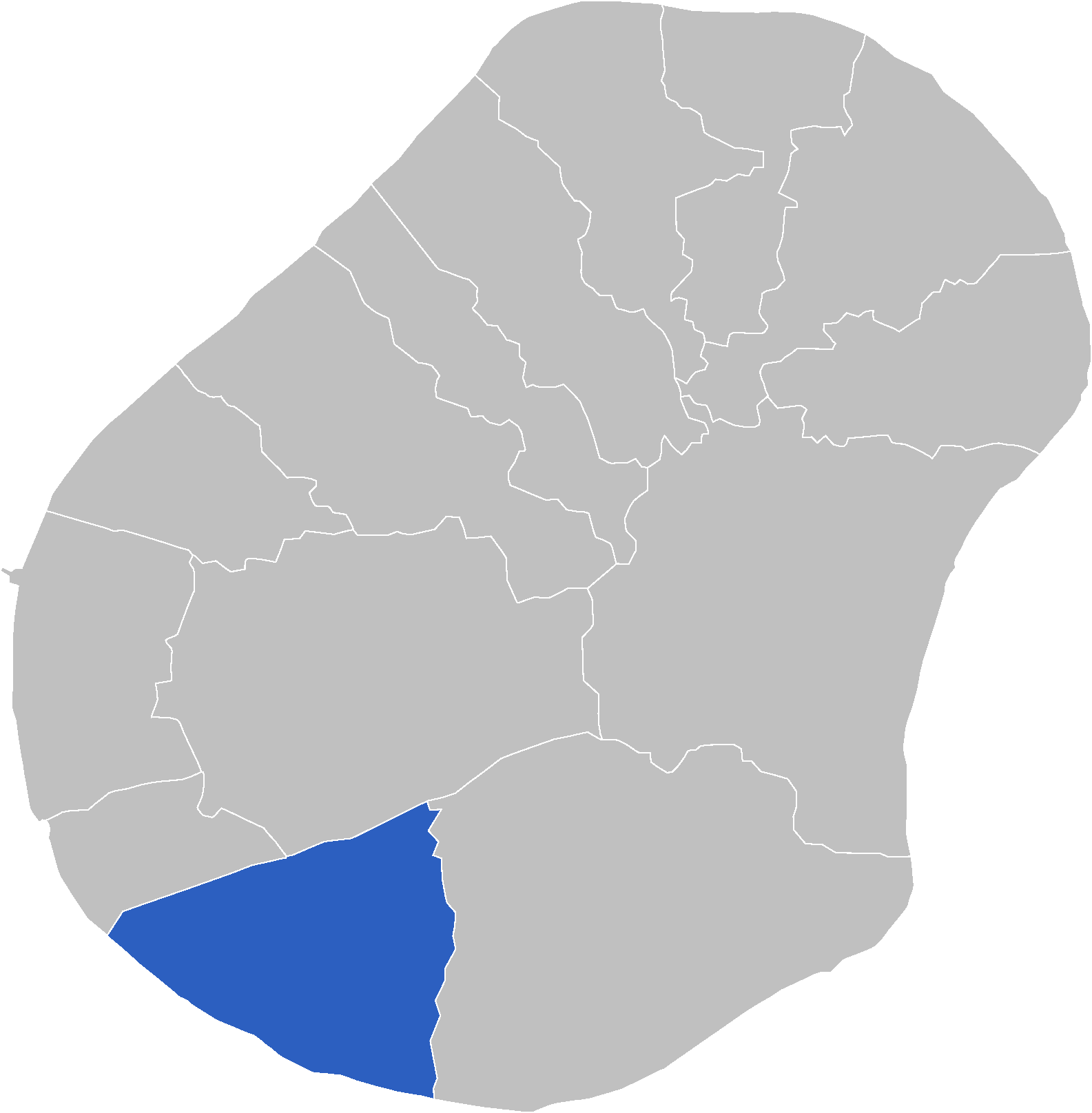
موقع مقاطعة يارين

مقاطعة يارين والتي كانت تعرف سابقا باسم ماكوا، هي مقاطعة تقع في المحيط الهادي ومركز انتخابي وهي أكبر مدينة وتعتبر أيضاً المدينة المركزية لجمهورية ناورو والبعض يعتبرها العاصمة ولكن هذا غير صحيح لأنها ليست عاصمة في السجلات الرسمية للأمم المتحدة وحكومة ناورو نفسها.

## الموقع
تقع يارين في جنوب الجزيرة وتبلغ مساحتها 1.5 كيلومتر مربع. وبلغ عدد سكانها 1100 نسمة حسب إحصائيات عام 2003.

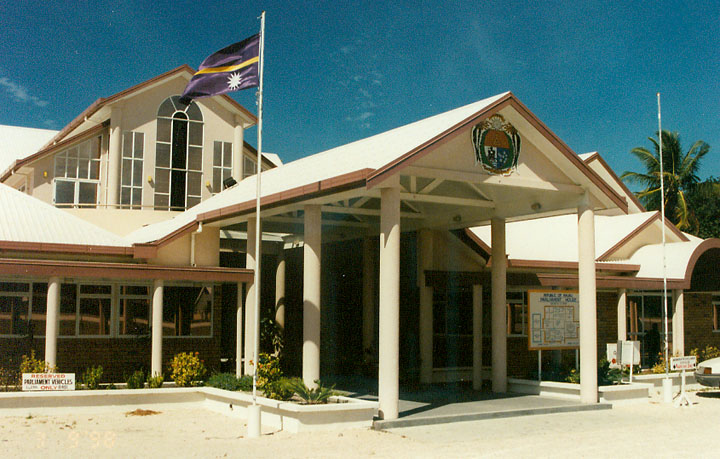
البرلمان الناوروي

## الحكومة والمباني الإدارية
تقع هذه المباني الإدارية في المقاطعة:
- بيت البرلمان.
- مركز الأرض.
- المكاتب الإدارية.
- مركز الشرطة.
- مطار ناورو الدولي.

## الجذب السياحي
يقع بئر موكوا في هذه المقاطعة وهو عبارة عن بحيرة صغيرة تحت الأرض.

## أعلام
- سبرنت دابيدو